# Diffraction de neutrons
La diffractométrie de neutrons est une technique d'analyse basée sur la diffraction des neutrons sur la matière. Elle est complémentaire à la diffractométrie de rayons X. L'appareil de mesure utilisé s'appelle un diffractomètre. Les données collectées forment le diagramme de diffraction ou diffractogramme. La diffraction n'ayant lieu que sur la matière cristalline, on parle aussi de radiocristallographie. Pour les matériaux non-cristallins, on parle de diffusion. La diffraction fait partie des méthodes de diffusion élastique.

## Histoire
La première expérience de diffraction de neutrons fut effectuée en 1945 par Ernest O. Wollan au Laboratoire national d'Oak Ridge. Il fut rejoint en 1946 par Clifford Shull. Ensemble, ils établirent les principes de base de la technique et l'appliquèrent avec succès à plusieurs matériaux différents, s'occupant de problèmes comme la structure de la glace et les arrangements microscopiques de moments magnétiques dans les matériaux. Pour ces résultats, Shull obtint en 1994 une moitié du prix Nobel de physique, Wollan étant décédé dans les années 1990 (l'autre moitié du prix Nobel de physique fut attribuée à Bertram Brockhouse pour le développement de la diffusion inélastique de neutrons et la mise au point du spectromètre trois-axes).

## Principe
Les neutrons sont des particules qui sont liées dans les noyaux de presque tous les atomes. La diffraction de neutrons nécessite l'utilisation de neutrons libres, qui ne sont normalement pas présents dans la nature à cause de leur courte durée de vie moyenne d'environ quinze minutes.
Les neutrons peuvent être produits dans deux types de source :
- réacteur, où les neutrons sont produits de façon continue par fission nucléaire de noyaux atomiques lourds (par exemple, 235U ou 239Pu) ;
- source à spallation, où les neutrons sont produits lors de bombardements d'une cible (plomb liquide par exemple) par des protons hautement énergétiques issus d'un accélérateur de particules.

Les neutrons obtenus sont ralentis dans de l'eau lourde afin d'atteindre une longueur d'onde de l'ordre de 10−10 m, ce qui est du même ordre de grandeur que les distances interatomiques dans les matériaux solides. Grâce à la dualité onde-corpuscule des particules quantiques que sont les neutrons, il est ainsi possible de les utiliser pour des expériences de diffraction, tout comme les rayons X ou les électrons.

### Diffraction nucléaire
Lors d'une expérience de diffusion, les neutrons interagissent directement avec le noyau des atomes. Étant de charge électrique neutre, ils n'interagissent pas avec les nuages électroniques des atomes du cristal, alors que c'est le cas des rayons X. La diffraction de neutrons permet donc de déterminer les positions des noyaux des atomes dans un matériau cristallin. Pour un même matériau, les différences de mesure sur les distances de liaison interatomiques sont en général minimes si on compare les résultats neutrons et rayons X, sauf dans le cas des composés contenant des liaisons hydrogène ou des atomes avec un nuage électronique fortement polarisé.
Les interactions neutron-noyau sont très différentes pour chaque isotope : les atomes légers (difficilement détectables avec les rayons X car ayant un faible numéro atomique) peuvent avoir une forte contribution à l'intensité diffractée et il est même possible de distinguer l'hydrogène et le deutérium. Les neutrons sont sensibles aux différents isotopes d'un même atome, ce qui peut parfois poser des problèmes de correction d'absorption lors du traitement des données (notamment pour des composés contenant du bore) et imposer l'utilisation (souvent coûteuse) d'un seul type d'isotope lors de la croissance cristalline du matériau étudié.
Comme la taille des noyaux atomiques est très inférieure à la longueur d'onde des neutrons utilisés en diffraction, le facteur de diffusion atomique est une fonction constante et indépendante du vecteur de diffusion : l'intensité diffusée par un noyau atomique est isotrope et ne dépend pas de l'angle de diffraction θ (au contraire de la diffraction de rayons X). Cette très haute résolution aux grands angles permet de déterminer de façon très précise la position des noyaux des atomes ainsi que leurs tenseurs d'agitation thermique.
Le facteur de structure pour la diffraction de neutrons est défini par
{\displaystyle F({\vec {K}})=\sum _{j=1}^{n}b_{j}\cdot e^{-B_{j}({\vec {K}})}\cdot e^{\left(i2\pi {\vec {K}}\cdot {\vec {r}}_{j}\right)}}
où {\displaystyle {\vec {K}}} est le vecteur de diffusion, {\displaystyle b_{j}} la longueur de diffusion de l'atome {\displaystyle j}, {\displaystyle r_{j}} son vecteur position et {\displaystyle B_{j}} son facteur de Debye-Waller. La longueur de diffusion {\displaystyle b_{j}} est en général un nombre complexe. Elle n'est pas calculable comme le facteur de forme atomique {\displaystyle f_{j}} pour les rayons X, sa valeur pour chaque isotope n'est accessible qu'expérimentalement.

### Diffusion incohérente
Dans un cristal contenant des atomes identiques, la dérivée de la section efficace {\displaystyle \sigma } par rapport à l'angle solide {\displaystyle \Omega } est donnée par :
{\displaystyle {\frac {{\mbox{d}}\sigma }{{\mbox{d}}\Omega }}=|b|^{2}S({\vec {K}})}
Cependant, la présence naturelle de plusieurs isotopes pour un même atome conduit à l'utilisation d'une longueur de diffusion moyenne :
{\displaystyle {\overline {b}}=\sum _{i}c_{i}b_{i}}
où {\displaystyle c_{i}} est la concentration de l'isotope {\displaystyle i}. Si les isotopes sont distribués de manière uniforme dans le cristal, il s'ensuit :
{\displaystyle {\frac {{\mbox{d}}\sigma }{{\mbox{d}}\Omega }}=|{\overline {b}}|^{2}S({\vec {K}})+{\overline {|{\overline {b}}-b|^{2}}}={\frac {{\mbox{d}}\sigma }{{\mbox{d}}\Omega }}_{coh}+{\frac {{\mbox{d}}\sigma }{{\mbox{d}}\Omega }}_{inc}}
Le premier terme décrit la diffraction par un cristal contenant des « atomes moyens » de longueur de diffusion moyenne : c'est la partie cohérente de la diffusion. Le second terme est une constante et résulte de la distribution des différents isotopes, qui détruit le phénomène d'interférence : c'est la diffusion incohérente, qui en pratique conduit à une augmentation du bruit de fond lors des mesures.

### Diffraction magnétique
Les neutrons portent un spin et peuvent interagir avec des moments magnétiques, comme ceux provenant du nuage électronique entourant un atome. Il est donc possible de déterminer la structure magnétique d'un matériau en utilisant la diffraction de neutrons. En principe, cela est aussi possible dans le cas de la diffraction de rayons X, mais les interactions entre rayons X et moments magnétiques sont tellement faibles que les temps de mesure deviennent très longs et nécessitent l'utilisation du rayonnement synchrotron.
Le nuage électronique d'un atome porteur de moment magnétique est de taille comparable à la longueur d'onde des neutrons : l'intensité des réflexions magnétiques décroît aux grands angles de diffraction.
Lorsqu'un matériau se trouve dans une phase paramagnétique, le désordre des moments magnétiques produit de la diffusion incohérente de neutrons, de la même façon que la distribution des isotopes d'un élément. Ainsi, une transition de phase d'un état paramagnétique vers un état magnétique ordonné est accompagnée d'une baisse significative du bruit de fond dans les mesures : la diffusion incohérente se transforme en diffusion cohérente, avec l'apparition de nouvelles réflexions « magnétiques » et/ou un changement d'intensité des réflexions nucléaires déjà présentes dans la phase paramagnétique. Cette baisse du bruit de fond est particulièrement visible dans les diffractogrammes sur poudre.

## Méthodes
Les méthodes utilisées pour la diffraction de neutrons sont essentiellement les mêmes que pour la diffraction de rayons X :
- pour les poudres : géométrie Bragg-Brentano, etc. ;
- pour les monocristaux : méthode de Laue, diffractomètre quatre cercles, etc. Comme les neutrons pénètrent plus profondément dans la matière que les rayons X, la taille des cristaux nécessaire pour une bonne expérience de diffraction est beaucoup plus grande (quelques mm3).

D'autre part, les propriétés physiques des neutrons ouvrent d'autres possibilités pour les expériences de diffraction.

### Méthode du temps de vol

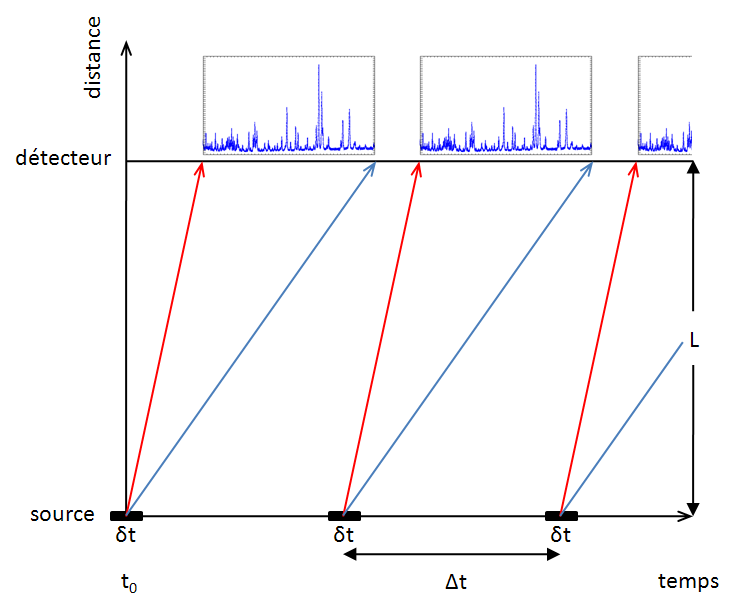
Méthode du temps de vol en diffraction : principe d'une source de neutrons pulsée. Au temps t_{0}, un paquet polychromatique de neutrons quitte la source. Les neutrons de longueur d'onde minimale (en rouge) arrivent en premier sur le détecteur, ceux de longueur d'onde maximale (en bleu) arrivent en dernier.

La méthode du temps de vol (TOF, time-of-flight en anglais) est une méthode polychromatique de diffraction de neutrons, qui peut être utilisée pour des échantillons sous forme de poudre ou de monocristal. Le diffractogramme obtenu consiste en la superposition de plusieurs réflexions produites par des longueurs d'onde différentes. Cette méthode donne l'avantage d'utiliser la totalité du faisceau incident à la sortie du réacteur : le fait de ne sélectionner qu'une seule longueur d'onde conduit en effet à une perte considérable en intensité de faisceau, augmentant la durée des expériences.
Les neutrons possédant une masse, leur longueur d'onde est directement reliée à leur vitesse par la relation :
{\displaystyle \lambda ={\frac {h}{mv}}}
où {\displaystyle h} est la constante de Planck, {\displaystyle m} la masse du neutron et {\displaystyle v} sa vitesse (non-relativiste pour des expériences de diffraction). Ainsi, il est possible de déterminer à quelle longueur d'onde correspond l'intensité diffractée en mesurant le temps {\displaystyle t} mis par les neutrons pour parcourir la distance {\displaystyle L} entre la source et le détecteur bidimensionnel. C'est le temps de vol des neutrons, déterminé par :
{\displaystyle t={\frac {Lm}{h}}{\frac {2d\sin {\theta }}{n}}}
avec {\displaystyle d} la distance interréticulaire correspondant à la réflexion fondamentale considérée, θ l'angle de diffraction et {\displaystyle n} l'ordre de la diffraction.
Afin de mesurer le temps de vol des neutrons, il faut pouvoir :
- déterminer le temps initial {\displaystyle t_{0}} auquel ils sont envoyés sur l'échantillon ;
- éviter l'arrivée simultanée de deux neutrons de longueurs d'onde différentes au même endroit sur le détecteur.

La solution consiste à envoyer un faisceau incident pulsé (périodique) sur l'échantillon. La durée de l'impulsion δ{\displaystyle t} doit être très courte pour pouvoir séparer les longueurs d'onde ; la durée entre deux impulsions Δ{\displaystyle t} doit être assez grande pour éviter la détection simultanée de neutrons provenant de deux impulsions consécutives. Un diffractogramme complet est obtenu en additionnant les diffractogrammes de chaque impulsion. Il existe deux possibilités pour produire un faisceau de neutrons pulsé :
- dans une source à spallation, par principe, les neutrons sont produits par paquets périodiques. Il est possible d'ajuster la durée et la période des impulsions ;
- dans un réacteur nucléaire, les neutrons sont produits de manière continue. On utilise un chopper, disque absorbant contenant une ou plusieurs ouvertures fines, afin de ne laisser passer les neutrons que pendant un certain laps de temps. La période des impulsions est contrôlée par la vitesse de rotation du disque.

#### Méthode du temps de vol sur poudres
La première utilisation de la méthode du temps de vol pour la diffraction de neutrons sur poudre a été décrite en 1964.
La résolution des réflexions mesurées dépend de l'angle de diffraction 2θ et de la longueur d'onde ; elle est meilleure pour les grandes longueurs d'onde. Les diffractomètres utilisant la méthode du temps de vol disposent en général de plusieurs détecteurs placés à différents angles de diffraction 2θ, afin de mesurer simultanément plusieurs diffractogrammes avec des résolutions différentes.
Du fait de l'utilisation de l'ensemble du spectre à la sortie du réacteur et de détecteurs multiples, cette méthode permet des collectes de données plus rapides qu'avec un diffractomètre utilisant des neutrons monochromatiques. Cependant, l'analyse des mesures est plus compliquée car la longueur de diffusion {\displaystyle b} des atomes est dépendante de la longueur d'onde.

### Mesures de texture et de contraintes
Du fait de la grande longueur de pénétration des neutrons dans la matière, il est possible d'étudier des échantillons de tailles pouvant aller jusqu'à plusieurs dizaines de centimètres. Ceci rend l'utilisation des neutrons très intéressante pour la recherche industrielle, en particulier pour des mesures de texture ou de contraintes dans un matériau.

### Diffractomètres pour la diffraction de neutrons
Les neutrons ne pouvant pas être produits en quantités suffisantes en laboratoire, les expériences de diffraction ne peuvent s'effectuer que dans un réacteur nucléaire de recherche. Plusieurs diffractomètres y sont mis à disposition de la communauté scientifique (liste non exhaustive),,, :
- diffractomètres pour monocristaux :
  - 4 au réacteur BER-II (Berlin, Allemagne) : E2a, E4, E5, V1,
  - 2 au réacteur FRM-II (Garching, Allemagne) : HEiDi, RESI,
  - 3 au réacteur Orphée au LLB (Saclay, France) : 5C1, 5C2, 6T2,
  - 11 au réacteur RHF à l'ILL (Grenoble, France) : CYCLOPS, D3, D9, D10, D15, D19, D21, D23, LADI-III, OrientExpress, VIVALDI ;
- diffractomètres pour poudres :
  - 3 au réacteur BER-II (Berlin, Allemagne) : E6, E9, V15,
  - 1 au réacteur FRM-II (Garching, Allemagne) : SPODI,
  - 4 au réacteur Orphée au LLB (Saclay, France) : 3T2, G4-1, G4-2, G6-1,
  - 5 au réacteur RHF à l'ILL (Grenoble, France) : D1A, D2B, D20, D1B, D4 ;
- diffractomètres pour la science des matériaux (texture, contraintes) :
  - 2 au réacteur BER-II (Berlin, Allemagne) : E3, E7,
  - 1 au réacteur FRM-II (Garching, Allemagne) : STRESS-SPEC,
  - 2 au réacteur Orphée au LLB (Saclay, France) : 6T1, Diane,
  - 1 au réacteur RHF à l'ILL (Grenoble, France) : SALSA.